# Szikszó
Szikszó (deutsch Sicksau) ist eine ungarische Stadt im gleichnamigen Kreis im Komitat Borsod-Abaúj-Zemplén.

## Geografische Lage
Szikszó liegt in Nordungarn, 15 Kilometer nordöstlich des Komitatssitzes Miskolc. Nachbargemeinden sind Aszaló, Alsóvadász und Onga.

## Geschichte
Im Zuge der ungarischen Revolution 1848/49 kam es am 28. Dezember 1848 zum Gefecht bei Szikszó, in welchem die kaiserlich-königlichen Truppen unter Franz Schlik zu Bassano und Weißkirchen gegen die ungarischen Revolutionstruppen siegten. Im Jahr 1907 gab es in der damaligen Großgemeinde 829 Häuser und 3966 Einwohner auf einer Fläche von 6097 Katastraljochen. Sie gehörte zu dieser Zeit zum Bezirk Szikszó im Komitat Abaúj-Torna. 1989 erhielt Szikszó den Status einer Stadt.

## Sehenswürdigkeiten
- 1588er-Denkmal (1588-as emlékmű)
- Griechisch-katholische Kirche Istenszülő születése
- Reformierte Kirche, erbaut im gotischen Stil
- Römisch-katholische Kirche Szentháromság
- Schloss Bethánia (Bethánia kastély), erbaut im 18. Jahrhundert
- Szent-István-király-Statue (Szent István király szobra), erschaffen von József Mazúr
- Weinkeller (Magyar-hegyi borpincék)
- Weltkriegsdenkmäler (I. és II. világháborús emlékmű)
- Zsigmond-Móricz-Büste, erschaffen von István Halmágyi

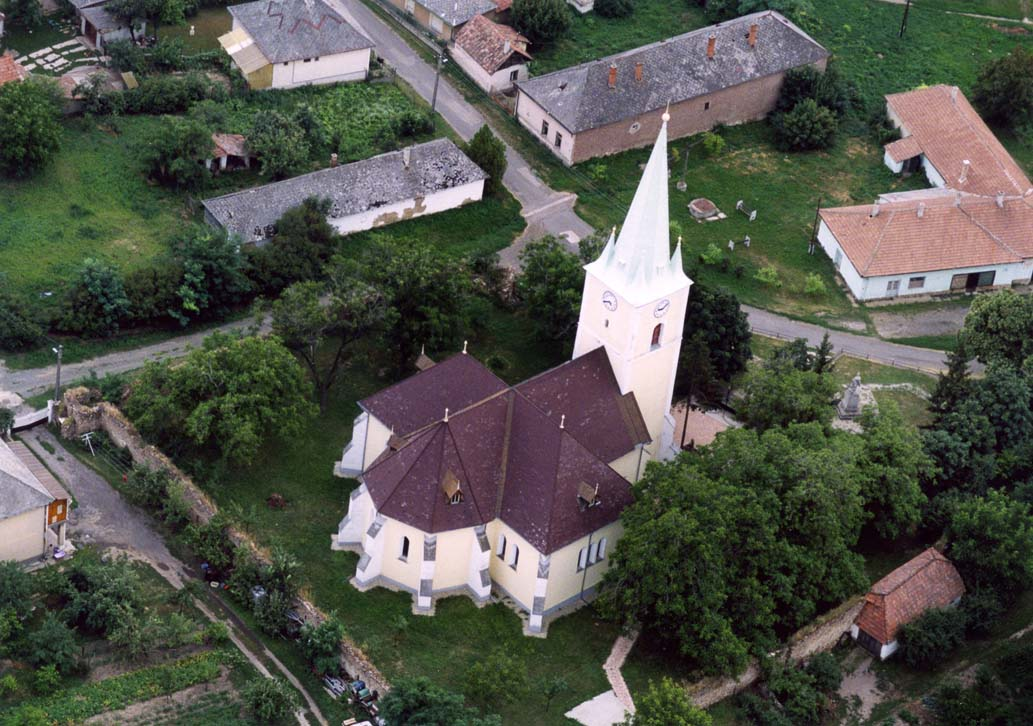
Röm.-kath. Kirche
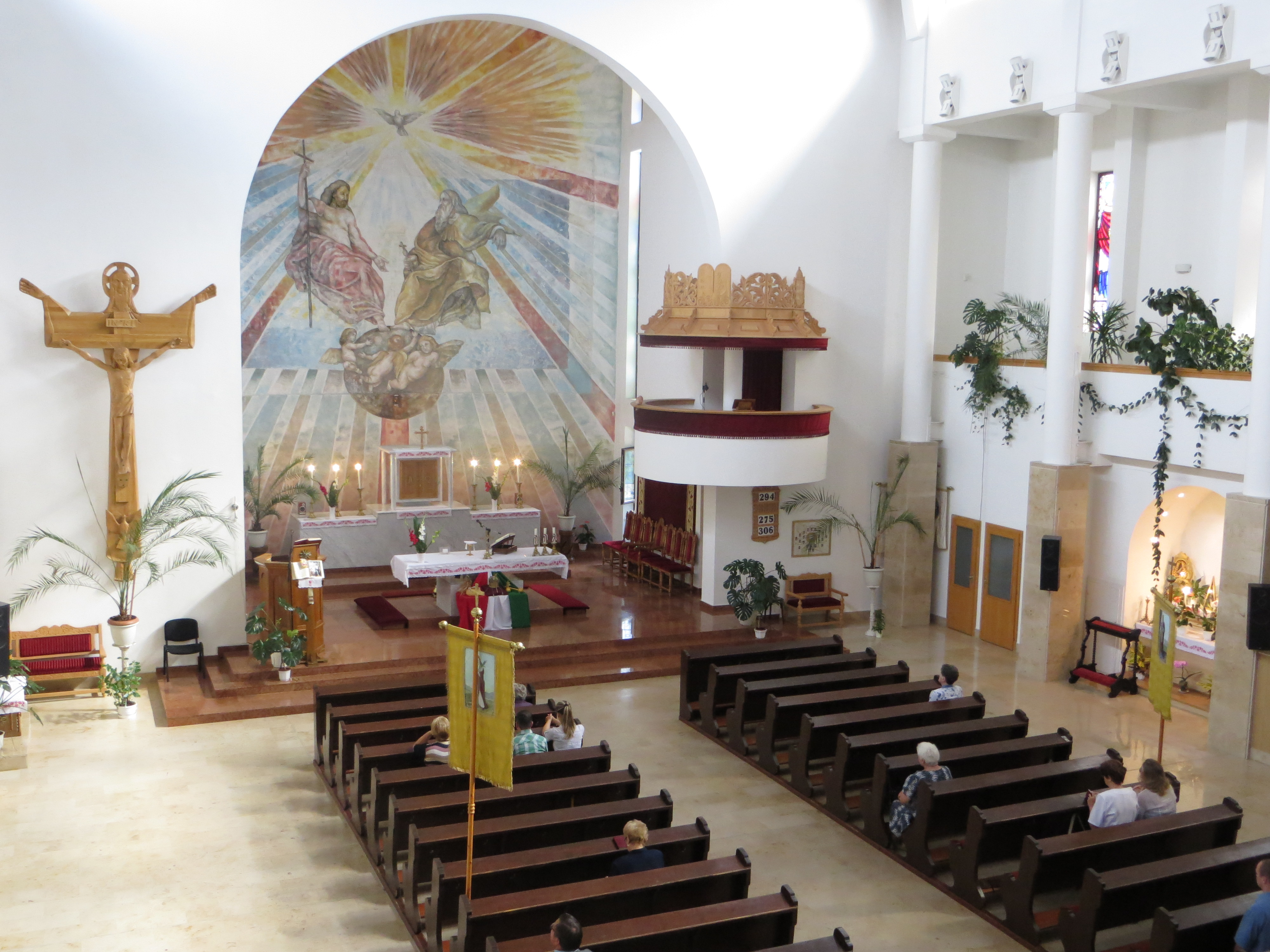
Innenraum der röm.-kath. Kirche
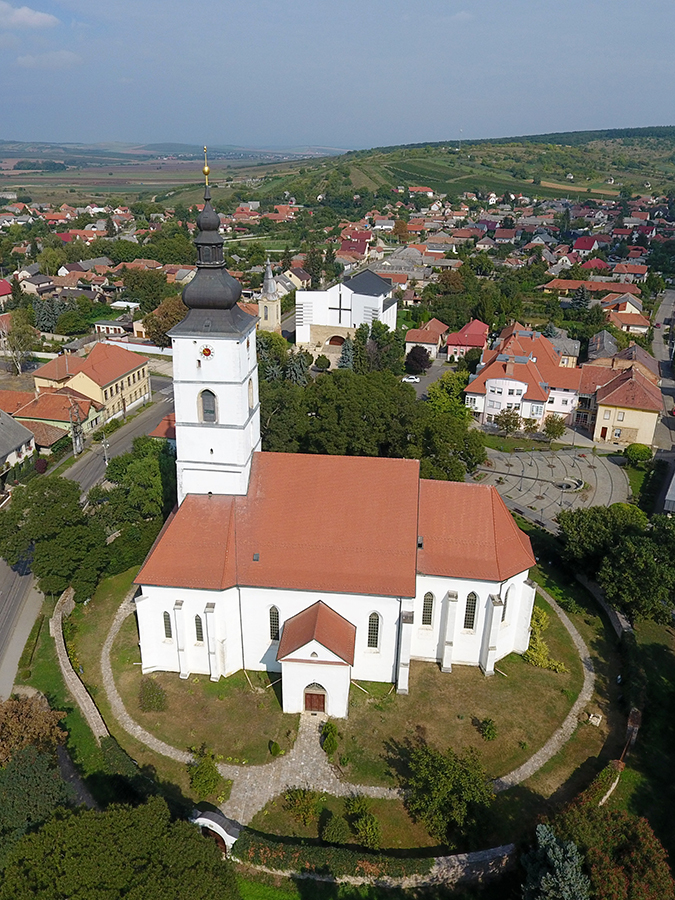
Reformierte Kirche

## Städtepartnerschaften
- Dro, Italien
- Sovata, Rumänien
- Stronie Śląskie, Polen
- Waldems, Deutschland

## Söhne und Töchter der Stadt
- István Mezey (1945–2012), Maler und Grafiker
- Ildikó Gáll-Pelcz (* 1962), Politikerin
- Réka Molnár (* 1986), Fußballschiedsrichterin

## Verkehr
Durch Szikszó verläuft die Hauptstraße Nr. 3. Die Stadt ist angebunden an die Eisenbahnstrecke von Miskolc nach Hidasnémeti. Weiterhin bestehen Busverbindungen nach Miskolc, über Halmaj nach Encs sowie über Homrogd, Kupa und Gadna nach Gagybátor.